# Żmijewo (Cuyavia y Pomerania)
Żmijewo [pronunciación en polaco: /ʐmiˈjɛvɔ/] (en alemán: Hohenlinden) es un pueblo en el distrito administrativo de Gmina Zbiczno, dentro del Distrito de Brodnica, Voivodato de Cuyavia y Pomerania, en el norte de Polonia. Se encuentra 4 kilómetros al sur de Zbiczno, 7 kilómetros al norte de Brodnica, y 61 kilómetros al noreste de Toruń.
El pueblo tiene una población de 590 habitantes.